# Lophaster
Lophaster is een geslacht van zeesterren uit de familie Solasteridae.

## Soorten
- Lophaster asiaticus Hayashi, 1973
- Lophaster densus Fisher, 1940
- Lophaster furcifer (Düben & Koren, 1846)
- Lophaster furcilliger Fisher, 1905
- Lophaster gaini Koehler, 1912
- Lophaster quadrispinus H.L. Clark, 1923
- Lophaster stellans Sladen, 1889
- Lophaster suluensis Fisher, 1913
- Lophaster tenuis Koehler, 1920
- Lophaster verrilli A.H. Clark, 1938